# Ghost Bath
Ghost Bath ist eine US-amerikanische Post-Black-Metal-/Blackgaze-Band aus Minot, North Dakota.

## Geschichte
Gegründet wurde Ghost Bath im Jahr 2012. Aufgrund der Veröffentlichung ihrer nach der Band benannten Debüt-EP beim chinesischen Label Solitude Productions und des Debütalbums Funeral bei Pest Productions, ebenfalls aus China, wurde vermutet, dass es sich bei Ghost Bath um eine chinesische Band aus Chongqing handele. Die Band selbst hatte nicht vor, die Medien auf diesen Fehler hinzuweisen, da die Musiker keine privaten Details in ihrer Tätigkeit mit Ghost Bath preisgeben und stattdessen alle Menschen durch ihre Musik verbinden wollten.

„We refused to correct people because we do not wish to put actual faces onto our music. It is our wish as a band to connect to all human beings.“

„Wir haben uns geweigert die Leute zu korrigieren, weil wir nicht gewünscht haben unsere Musik mit Gesichtern in Verbindung zu bringen. Es ist unser Wunsch als Band alle Menschen miteinander zu verbinden.“

Die Identitäten der Musiker und ihre Herkunft wurden erst nach einem Wechsel zum deutschen Metal-Label Northern Silence Productions bekannt, nachdem die Plattenfirma offizielles Pressematerial für das zweite Album Moonlover an die Medien versendete. Moonlover wurde im Jahr 2015 über Northern Silence erstveröffentlicht. Nach einem erneuten Wechsel der Plattenfirma zu Nuclear Blast wurde Moonlover im Jahr 2016 mit einem Bonustitel neu aufgelegt, wobei Josh Schroeder das Album produzierte.
Im August 2016 spielte Ghost Bath ihre erste Europatournee und unterstützte bei ausgewählten Konzerten Gruppen wie Converge, The Black Dahlia Murder, Dying Fetus, Goatwhore, Minsk und Thränenkind. Zuvor spielte Ghost Bath erstmals auf überregionaler Ebene in Kanada und entlang der US-amerikanischen Westküste.
Im April 2017 erschien mit Starmourner das dritte Album, welches neben den vorher herausgegebenen Alben Funeral und Moonlover den Abschluss einer Albumtrilogie bildet. Zu diesem Zeitpunkt befand sich die Band auf Nordamerikatournee mit der Dream-Thrash-Band Astronoid. Unmittelbar im Anschluss folgte eine Europatournee mit Heretoir und King Apathy, welche neben Stationen in Deutschland, Österreich, in der Schweiz auch erstmals Konzerte in Finnland, Estland, Litauen und Lettland sowie einen Auftritt auf dem Hellfest in Frankreich auf dem Plan hatte. Im August und September ist Ghost Bath Opener der Double Homicide Tour von Thy Art Is Murder und Decapitated, die ebenfalls durch Nordamerika führen wird.

## Stil
Die Musik wird als eine Mischung aus aggressiven Elementen des Black Metal mit der musikalischen Atmosphäre des Post-Rock beschrieben, welcher an Deafheaven und deren Album Sunbather erinnere. Die Musiker versuchen die dunkle und düstere Atmosphäre des Depressive Black Metal den fröhlichen, erhebenden und hoffnungsvollen Klang der Instrumente gegenüberzustellen. Laut dem englischsprachigen Metal Hammer kombiniere Ghost Bath Post-Black-Metal mit dem DSBM. Als musikalische Einflüsse werden Bands wie Darkthrone, Behemoth, Agalloch, aber auch Vertreter des Cascadian und atmosphärischen Black Metal wie Wolves in the Throne Room und Austere sowie die DSBM-Band Silencer genannt.
Dennis Mikula habe sich beim Gesang von Sigur Rós inspirieren lassen, die eine Fantasiesprache erfunden haben, um den Gesang an die Musik anpassen zu können. Allerdings, so Mikula, können Liedtexte den Effekt der Lieder einschränken oder verklären, sodass er meist auf Worte verzichtet und stattdessen Emotionen über Geschrei und die Kraft der Stimmbänder zu erzeugen.

## Bandname
Der Name Ghost Bath beschreibt eine Suizidmethode, bei der man den eigenen Körper in einem Gewässer ertrinken lässt. Der Name wurde ausgewählt, nachdem die Schriftstellerin Sylvia Plath erfolglos versuchte, sich im Ozean zu ertränken. Laut Mikula verbindet er diesen Fall mit eigenen Emotionen in seiner Musik.

## Diskografie
- 2013: Ghost Bath (EP, Solitude Productions)
- 2014: Funeral (Album, Pest Productions)
- 2015: Moonlover (Album, Northern Silence Productions, 2016 über Nuclear Blast neu aufgelegt)
- 2017: Starmourner (Album, Nuclear Blast)
- 2021: Self Loather (Album, Nuclear Blast)
- 2025: Rose Thorn Necklace (Album, Nuclear Blast)

## Identitäten und Herkunft
Die Identitäten und die Herkunft der Musiker blieben lange Zeit größtenteils unbekannt. Erst nachdem das deutsche Label Northern Silence Productions Pressematerial an die Medien sandte wurde bekannt, dass die Musiker aus Minot, North Dakota stammen. Zuvor wurde spekuliert, dass es sich bei Ghost Bath um eine chinesische Black-Metal-Band handele. Allerdings wurde bereits zu Zeiten bei Pest Productions aus China vermutet, dass es sich nicht um eine nationale Gruppe handeln würde.
In einem Interview zwischen dem Labelbetreiber und dem Vice Magazin hieß es, dass er selbst zunächst nichts über die Herkunft der Musiker wusste und davon ausging, dass sie aus der Volksrepublik China stammen. Nachdem Widersprüchlichkeiten erkannt wurden, konfrontierte er die Musiker mit der Androhung, den Plattenvertrag noch vor der Veröffentlichung des Debütalbums aufzulösen, mit seiner Verdächtigung. Tatsächlich wollte Pest Productions den Vertrag vorzeitig beenden, jedoch entschied das Label, das Album nach dem ersten Hören doch zu veröffentlichen und die Band nicht zu enttarnen.
In einem 2016 geführten Interview mit dem Metal Hammer hieß es indes, dass der Betreiber des Labels von Anfang an wusste, dass die Musiker nicht aus China stammten. In dem Interview wurde bekannt, dass die Person, die androhte, das Album nicht veröffentlichen zu wollen, das Label in Südamerika unterstützte. Außerdem wurde bekannt, dass die Verwirrung um die Herkunft von Bandcamp ausging, die einen Standort anforderten, um Musik dort vertreiben zu können. Da Mikula den Standort der Band geheim halten wollte, gab er an aus China zu kommen. Später sollte er sämtliche Standorte in den sozialen Netzwerken entfernt haben.
Hinter den Musikern befinden sich die Sänger und Gitarristen Donovan und Dennis Mikula – letzterer spielt zudem Keyboard in der Band –, der Gitarrist Tim, der Bassist Jaime und Schlagzeuger Taylor. Mikula selbst firmierte zuvor unter dem Pseudonym Nameless.

## Nebenprojekte
Sänger Dennis Mikula unterhält ein musikalisches Nebenprojekt. Dieses Solo-Projekt trägt den Namen If I Could Kill Myself und ist dem Depressive Black Metal einzuordnen. Über dem chinesischen Label Pest Productions erschien im Jahr 2017 das Debütalbum Ballad of the Broken.